# Barbara Rentler
Barbara Rentler, née en 1958, est une femme d'affaires américaine, directeur général de Ross Stores Inc.
C'est la vingt-cinquième femme à être répertoriée au classement de Fortune 500 en date du 1er juin 2014.